# 吕相友
吕相友（1928年—2007年7月22日），男，吉林柳河人，中国新闻摄影家，中国新闻社高级记者，曾任中国摄影家协会常务理事。